# Bogdana (hooiwagengeslacht)
Bogdana is een geslacht van hooiwagens uit de familie Gonyleptidae.
De wetenschappelijke naam Bogdana is voor het eerst geldig gepubliceerd door Mello-Leitão in 1940. 

## Soorten
Bogdana is monotypisch en omvat slechts de volgende soort:
- Bogdana ingenua